# Sutherland River Park
Sutherland River Park är en park i Kanada.   Den ligger i provinsen British Columbia, i den centrala delen av landet, 3 600 km väster om huvudstaden Ottawa. Sutherland River Park ligger 721 meter över havet.
Terrängen runt Sutherland River Park är huvudsakligen kuperad, men norrut är den platt. Sutherland River Park ligger nere i en dal. Trakten runt Sutherland River Park är nära nog obefolkad, med mindre än två invånare per kvadratkilometer.. Det finns inga samhällen i närheten. 
I omgivningarna runt Sutherland River Park växer i huvudsak barrskog.